# Miragoâne (arrondissement)
Miragoâne (em crioulo, Miragwàn), é um arrondissement do Haiti, situado no departamento do Nippes. De acordo com o censo de 2003, Miragoâne tem uma população total de 113169 habitantes.

## Comunas
O arrondissement de Miragoâne é composto por duas comunas.